# Andrei Colompar
Andrei Colompar, (n. 16 septembrie 1939, Semlac, Arad - d. 20 noiembrie 2006), cunoscut si sub numele de Coly, a fost un pianist, organist, aranjor și compozitor. A fost considerat unul din cei mai autentici muzicieni de jazz al Sibiului si al țării”.

## Biografie
A început studiul acordeonului la vârsta de cinci ani, făcând lecții de muzică cu un profesor din satul natal, după care se înscrie la Școala Populară de Artă din Arad unde studiază acordeon, orgă si pian. 

La început cântă muzică populară și ușoară dar apoi descoperă jazz - ul și blues - ul care vor rămane pâna la sfârșit genurile sale preferate.
Dupa vârsta de 20 de ani își câștigă existența cântând în diverse grupuri și orchestre (Meridian, Prefix 924, Radu Ghizeșan Quintet, Silex, Trio Andrei Colompar…). E invitat să cânte în multe restaurante în diferite orașe din România printre care: 
Deta, Piatra Neamț, Orșova, Turnu Severin, Târgu Jiu, Alba Iulia, Făgăraș, Tulcea, Poiana Brașovului, București, Constanța si tot litoralul, Deva, Sighetul Marmației, Mediaș, Petroșani, Ploiești.
În Sighetul Marmației o întâlnește pe Maria Zambo, cu care se va casători în 1965 și vor avea doi copii, Natalia și Andrei.
E invitat să cânte în afara țării, făcând turnee în : Germania, Olanda, ex Iugoslavia, Polonia, Franța, Grecia, Belgia, Italia. Într-o perioadă cântă și pe vasul “Transilvania”.

E apreciat pentru virtuozitatea sa, puterea și magnetismul improvizațiilor sale. La vârsta de 30 de ani, va fi clasificat de catre o revistă de specialitate din Germania, ca făcând parte dintre cei mai buni șapte organiști de jazz din Europa.
Începe să compună și să își prezinte compozițiile alături de standarduri jazz, în diferite concerte, Festivaluri Naționale și Internaționale. Compozițiile sale sunt un mix de etno, pop si jazz, au un stil nou, modern.
În 1974 ajunge la Sibiu, capitala jazzului în România, invitat de Radu Ghizesan, saxofonistul grupului "Radu Ghizeșan Quintet” cu care va înregistra și două LP- uri cu singura Casă Discografică din acele vremuri, când mai era încă dictatură comunistă. Decide să ramană să locuiască în Sibiu.

Trecerea de la muzica de piano-bar sau muzica de restaurant la cea de festivaluri și concerte importante e încununată cu succes, iar în 1977, Mihai Berindei, critic de jazz și președintele Clubului de jazz Bucuresti, într-un articol din  Festivalul Românesc de Jazz Sibiu ‘77  îl consideră “un jazzman autentic”.
E invitat în diverse centre și cluburi de jazz din țara : Timișoara, Cluj - Napoca, Târgu Mureș, Sfântul Gheorghe, București, unde compozițiile lui sunt aplaudate la scena deschisa.
Compozițiile pianistului Andrei Colompar și a ghitaristului E. Andrievici au constituit centrul de greutate dar și punctul forte al recitalurilor pe cele doua scene festivaliere Costinești și Brașov, sau in concertele de la Sibiu și Reșița
Câștigă premiul întâi la „Cântarea României”.
Florian Lungu, critic de jazz și prezentator TVR, îl consideră „unul dintre cei mai autentici talmacitori ai blues-ului in jazz-ul nostru”.
Margareta Lupu în "Monitorul de Sibiu" din 2004, scrie: "Andrei Colompar este unul dintre cei mai buni pianiști ai țării și cel mai bun pianist din Sibiu." , iar Centrul Balducci din Udine, Italia, scrie pe site-ul oficial: " Andrei Colompar e unul din cei mai originali și importanți compozitori de jazz și blues din România"
.
Participă constant la Festivalurile de jazz din țară: “Sibiu International Jazz Festival” (e invitat aproape în fiecare an, începând cu anul în care a fost înființat Festivalul), “Bucharest International Jazz Festival”, “Costinești Jazz festival”, “Galele Danubian - jazz Galați ”, “Galele jazz-ului” (20 - 23 decembrie ’87) - Brașov, Zilele Culturii Reșițene (28 - 29 noiembrie ’87), "Festi Jazz" - Iași ('88, '91), Festival de artă neconvențională “La Strada” – Sibiu.
E invitat și la festivaluri de jazz din străinătate : “Jazz à L’Ouest” în Franța (18 - 19 noiembrie 1995) - cu Trio - ul Andrei Colompar cu Natalia Colompar, fiica lui – voce și Lionel Ciorogar – ghitară bas, Festival "Op De Grens Van" - Deventer, Olanda (20 decembrie - 4 ianuarie 1992), “Jazzfest Karlovy Vary” în ex Cehoslovacia și Festivalul de Jazz din Wroclaw din Polonia (‘75) cu Vocal Jazz Quartett. Colaborarea cu Vocal Jazz Quartet ( George David, Marius Dumitru, Gheorghe Costescu, Nicolae Ionescu) a fost de lungă durată, cunoscând așa pe  Nicolae Ionescu, personaj cheie în lumea jazz - ului sibian, organizator al Festivalului de Jazz din Sibiu, cu care va deveni prieten, și căruia îi va dedica compoziția: "Cântec pentru un prieten".
În anul 1995 reprezintă România în “Festival Roumain” (3 - 18 noiembrie 1995) în Ille et Vilaine, Franța, cu Trio - ul Andrei Colompar.
A compus imnul Festivalului Internațional de Arta Neconvențională “La Strada” - Sibiu, intitulat “Papusarii”, textul fiind scris de fiica sa. “
A fost invitat în televiziunea locală (Antena 1, PRO TV Sibiu, RTS – Televiziunea Sibiu, Televiziunea Eveniment), națională (TVR 1, TVR 2, TVR Internațional) și internațională (în Olanda, Belgia) precum și în diverse posturi de radio. A apărut în ziare și reviste naționale (Tribuna Sibiului, Monitorul de Sibiu, Radical - Sibiu, Cotidianul Obiectiv - Sibiu  Formula As - București, România Literară - București) și internaționale: ziarul Ouest-France , publicația italiană La Dolce Vita.
Menționat ca făcând parte din lumea jazz-ului de catre Virgil Mihaiu în cartea sa Cutia de rezonanță – eseuri despre jazz din perspectiva culturii contemporane.

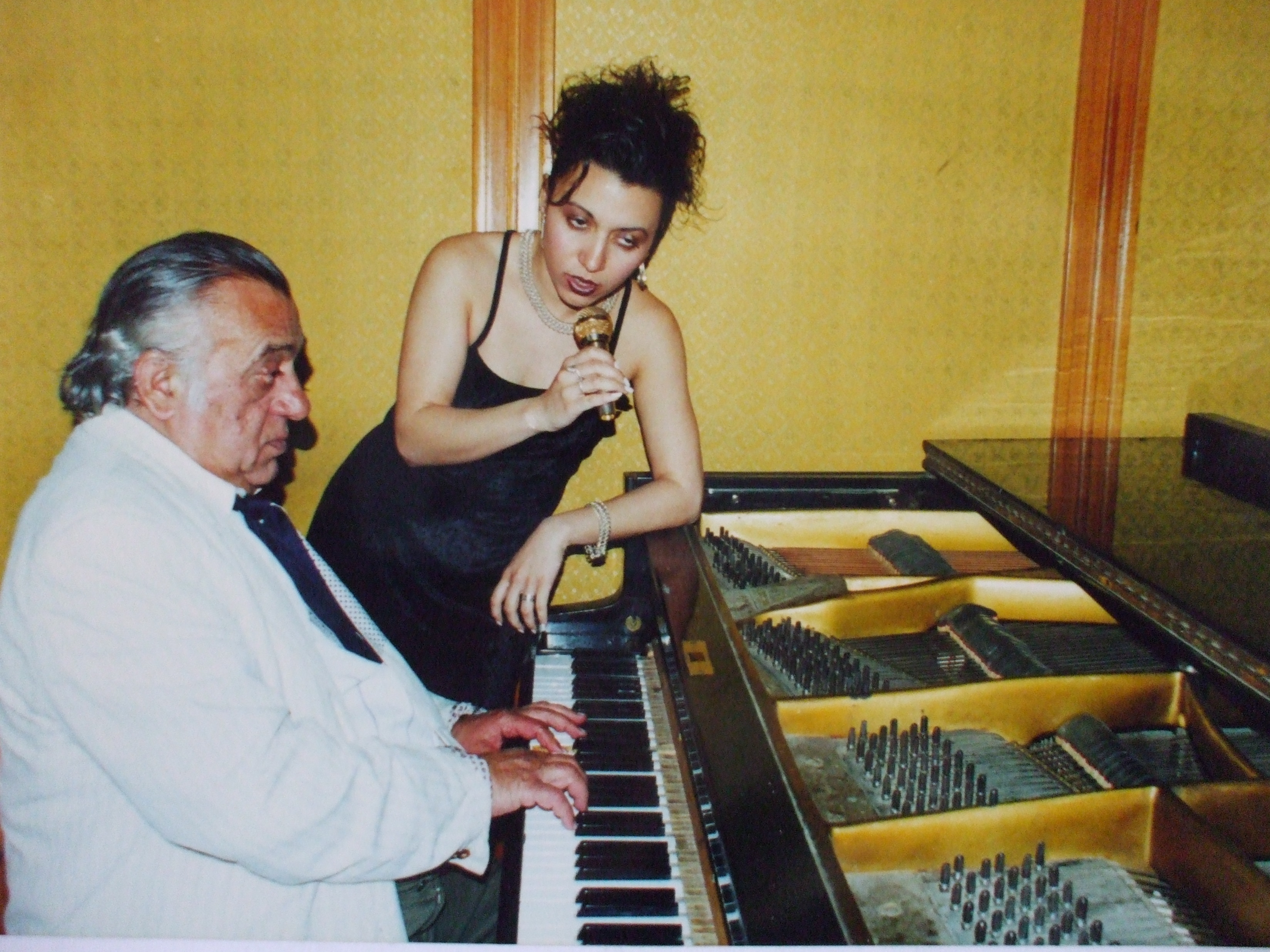
Andrei Colompar și Natalia Colompar

Octavian Ursulescu, în cartea sa "Titel Popovici" îl enumeră printre numele proeminente ale festivalurilor de jazz.
Artiștii săi preferiți au fost per rând:

Jimmy Smith, Oscar Peterson, Bill Evans, Keith Jarrett, Michel Petrucciani, Armen Donelian.
Muzicieni și cântăreți cu care a colaborat în decursul vieții:
 Lucian Fabro, Gelu Farțonea, Ion Bontaș, Titi Stoica, Mircea Anghelină, Jimmy Țiglar, Matei Turianu, Adrian Orlea, Dorin Pitariu. 

Cântăreți celebri cu care a colaborat și pe care i-a acompaniat: 
Aura Urziceanu, Elena Carstea, Teodora Enache, Berti Barbera, Adrian Neagu, Horia Brenciu, Albert Mangelsdorff.
A cântat în deschiderea concertelor lui Jan Garbarek, Judy Niemack, Heinz von Hermann.

Elevii care l-au avut ca profesor au reușit să răzbată cu succes în lumea muzicii naționale și internaționale (Natalia Colompar – voce, Mihai Pâțan- pian, Rareș Popsa – ghitara clasică).
Compozițiile lui Coly au fost prezente și în Festivaluri muzicale din Italia, fiind cântate de către fiica lui: "Festival della canzone Friulana" (în 2003, melodia "Novembre", în 2005, melodia "Mi plas"), "Festival della canzone del Friuli Venezia Giulia - Premio Città di Grado" (2007, melodia "Guarda"). În 2009 câștigă premiul întâi la "Festival della Canzone Riviera di Brenta – Premio Città di Mira, Venezia" cu compoziția "Love me Forever". În 2009 câstigă din nou premiul întâi în cadrul Festivalului “Pianobar Festival di Udine” cu compoziția "You make me laugh". Muzica lui Andrei Colompar se ascultă încă în cluburi și centre jazz, la radio ("Onde Friulane" și "Radio Fantasy"), în Televiziune ("Telefriuli" - Udine, Italia) sau in concerte.

## Stil muzical
În anii ’70 preferă să cânte pe orga Hammond, în schimb în anii ’90 preferă pianul.
Publicul lui Coly simte toate emoțiile pe care acesta împreună cu pianul său le trăiește. Cu ajutorul mâinilor sale pianul plânge, râde și vorbește de aceea l-au numit “Omul cu mâini de aur”.

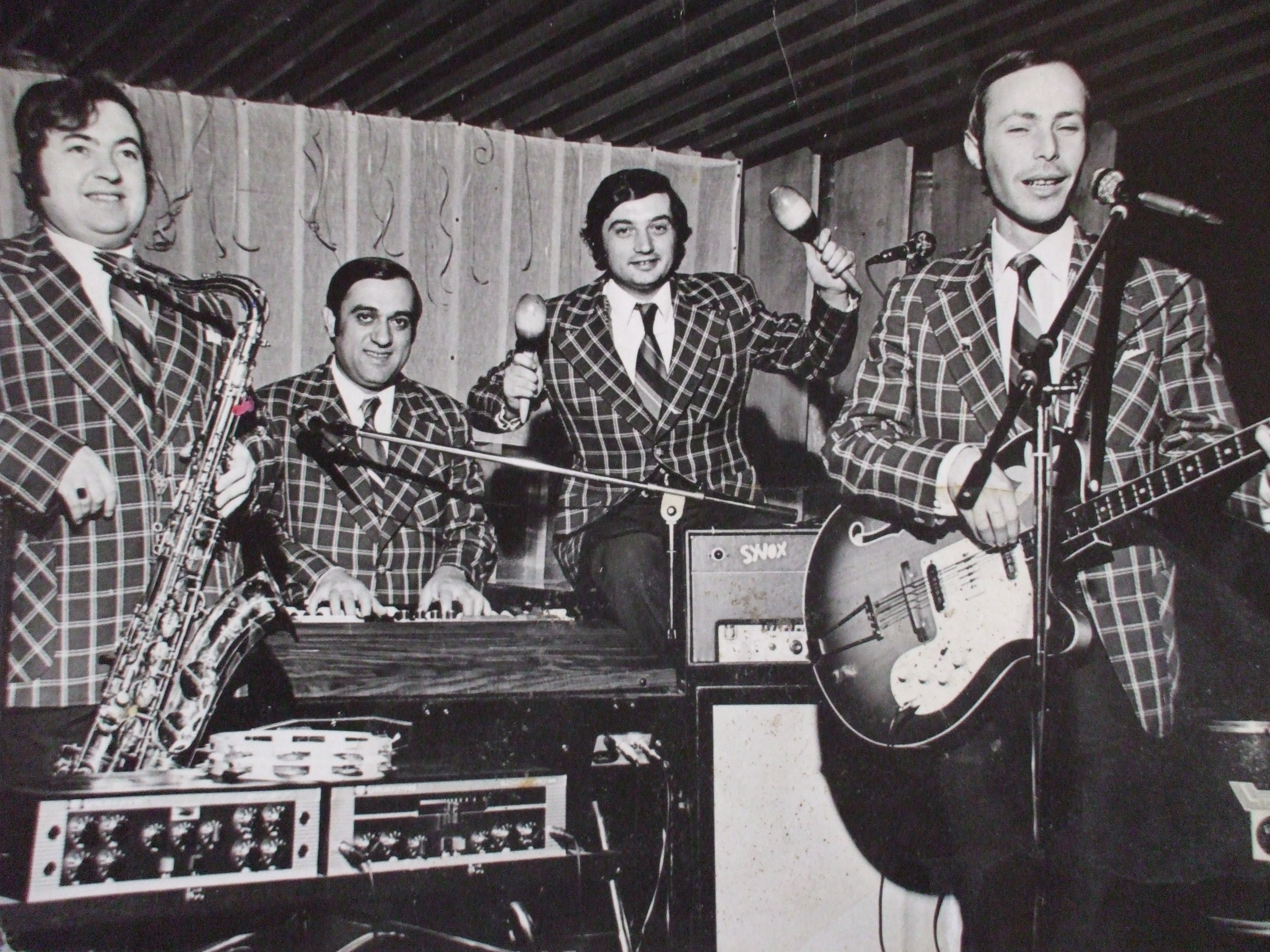
Andrei Colompar & band

Împreuna cu melodia interpretată, Andrei, transmite oamenilor ce-l ascultă, căldură, învăluindu-i într-o mulțime de senzații și sentimente noi, transportându-i pe tărâmuri necunocute.
Muzica lui, de mare sensibilitate, cu infuzie de swing și cu fraze pigmentate cu “blue note”., are momente de improvizație pline de fantezie, lirism și sentimentalismul de bun gust.  
Compozitor inspirat, Coly se adreseaza unui public mai larg, public ce depășește “sfera specialiștilor”, facându-se receptat de catre oricine are un minim de bagaj estetic în lumea muzicii. 

Considerâdu-l un "keyboardsman complet", Virgil Mihaiu (în publicația Jazz ’80), apreciază la el rigoarea, echilibrul și ambiența sonoră învăluitoare, de mare caldura afectiva.
Tot Virgil Mihaiu scrie despre duo-ul Andrei Colompar - pian si Alexandru Brașoveanu – ghitara bas, că demonstrează o înalta clasă, deplină maturitate, mult lirism și vorbește de atmosfera care se creează ascultându-i: "o aura de serenitate plutind deasupra unor personaje sonore creionate cu mâna sigura, in chieie impresionistă".

În ziarul Monitorul de Sibiu, jurnalista Margareta Lupu îl consideră un mare muzician, un artist desăvârșit..
Florian Lungu, la Festivalul de Jazz de la Sibiu '78, după ce a ascultat compoziția "Nunta" scrie: : "reușita creație vădește maturitatea gândirii muzicale și aplomb în vehicularea mijloacelor de exprimare".
De asemenea au fost apreciate compozițiile cu influențe folclorice "Lăutăreasca", "Muguri sub zapada" și "Bătuta", menționate în articole de catre Doru Constantiniu și Mihai Berindei
În ziarul Rondul - Sibiu, melodia "Păpușarii" e descrisă ca o piesă ce creează o atmosferă de pace și dragoste: 
"linea melodica, precum și mesajul acestei piese au atins cele mai sensibile coarde ale sufletelor auditoriului, creând o atmosfera plina de pace si dragoste… Ceea ce a prezis Andrei Colompar în cântecul său, s-a împlinit: Când spectacolul se va sfârsi/ Și mai buni vom fi, / Doamne ție îți vom mulțumi/ Suntem iar copii.” 

## Curiozități
Conform fiicei sale, când era adolescent, ziua o ajuta pe mama sa la munca pe câmp, iar noaptea studia instrumentul până i se umflau degetele, le punea într-o găleată cu apa rece ca să i se dezumfle, dupa care începea din nou să studieze.
Foarte ordonat în studiu, cu o voința și o forță interioară rar întâlnită, considera pianul ca pe cel mai bun prieten al său.
 
Când, într-o periodă grea din punct de vedere economic, a fost nevoit să vândă pianul, începe să studieze aproape zilnic la Școala Populară de Artă din Sibiu, unde de multe ori rămâne și peste noapte. Adormea câte o ora cu capul pe pian, se trezea și se punea din nou să exerseze.
Avea un respect deosebit pentru tot ceea ce înseamnă artă și muzică și de aceea dădea absolut maximul în concertele sale.

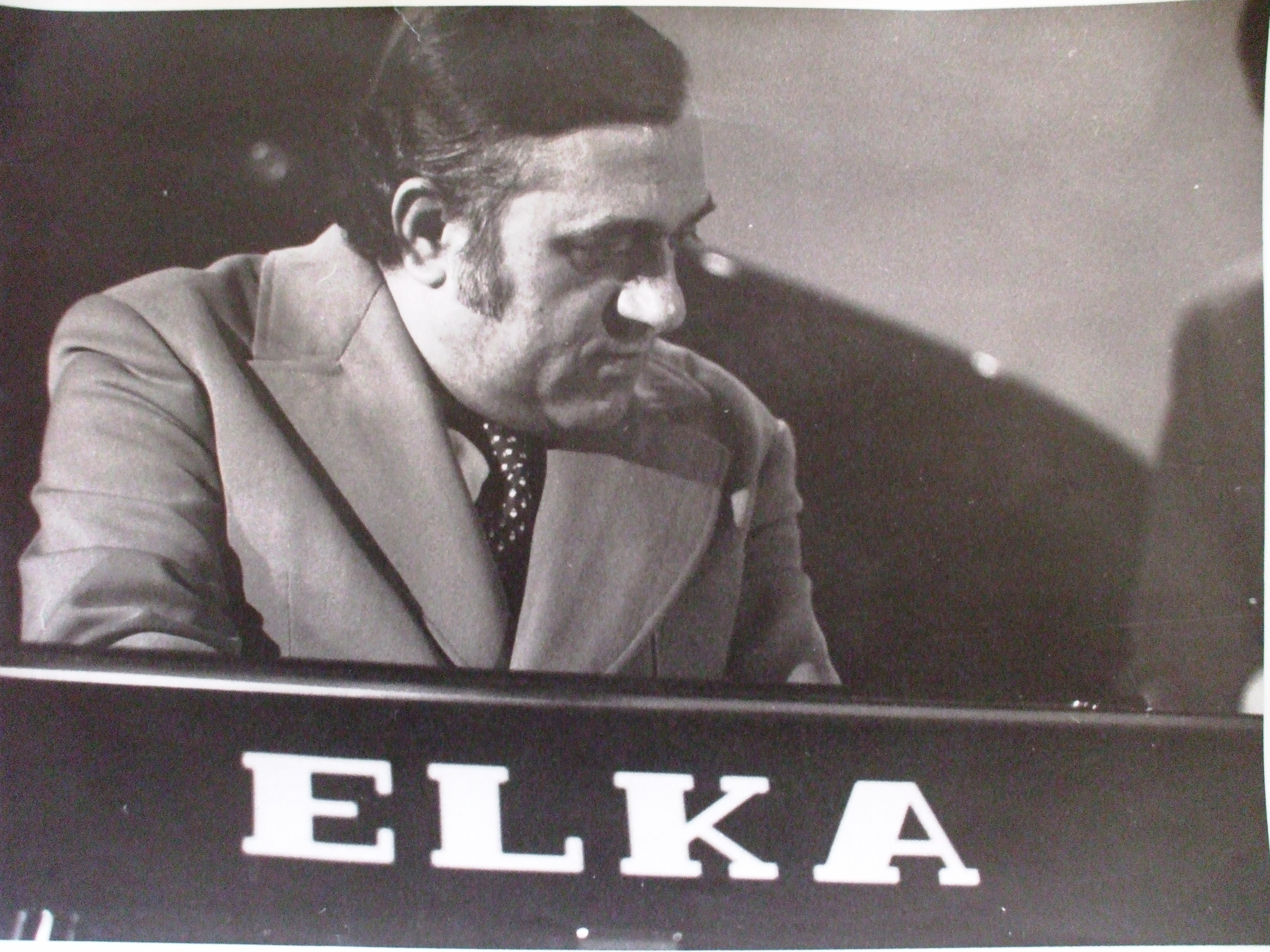
Andrei Colompar la Festivalul Internațional de Jazz Sibiu

A avut mare credință în Dumnezeu și mare iubire pentru familie.
Compozițiile lui vorbesc despre natură și despre iubire de aceea sunt dulci și melancolice, te transportă într-o lume mai bună, într-o lume de vis.
Pe vremea comunismului era un revoluționar în felul său, nu voia să se supună dictaturii, de multe ori vorbea cu prietenii sau chiar cu persoane necunoscute, în locuri publice, încercând să găsească un mod de a se revolta împotriva sistemului. Iubea libertatea și vorbea mult de această libertate găsită doar în turneele din afara țării, unde nu a rămas doar din cauza că ar fi trebuit să stea departe de familie timp de cinci ani în cazul în care ar fi cerut azil politic… După Revoluția Română din 1989 va descoperi că securitatea română de până atunci i-a făcut dosar, fiind ținut sub strictă observație… 
Citea foarte mult și spunea că în cazul în care nu ar fi devenit muzician ar fi vrut să fie profesor de istorie.
Natalia începe a scrie textele compozițiilor lui Andrei și cu ajutorul tatălui reușește și ea să compună. Acum se află și ea în lumea muzicii jazz și pop, și a câștigat multe premii întâi cu propriile compoziții.

## Discografie
Conexiuni Bop – Formatii Sibiene de Jazz (LP, Album), Electrecord, 1979
Sunet Proaspat/Fresh Sound (LP, Album), Electrecord, 1990
Calatorul/ The Traveller, Natalia & Andrei Colompar compositions, 2000
Canzoni Friulane , Promodisc, 2003  
Canzoni Friulane , Promodisc, 2005
E- Ballads (irish - romanian folk - jazz fusion) - live recording
Bob Bales e Imperium Jazz Band, 2006
Romanian Jazz, Sonar Kollektiv, 2007
Tu ed io, io e te, (EP) Natalia & Andrei Colompar, 2014

## Listă de compoziții
| - Drum de țară - Love me forever - Speranze/ November (limba friulana) - Solitaire - Călătorul - Mistral - Joc de copii - Păpușarii - Rugaciune/ The pray - Glasul Pământului - Primăvara - Lovely (The autumn of our lives)/ Mi plas (limba friulana)/ Guarda (limba italiană) - Cântec pentru un prieten - Dobrogeana - Nunta | - Lăutăreasca - Muguri sub zăpadă - Bătuta - Nights in Chicago - Clopotul (The Bell) - Eu am glumit - Cântec pentru Chloe - Un alt început - Isus - Vis de noapte - Tu și eu, eu și tu/ Tu ed io, io e te (limba italiană) - Zori de zi - You make me laugh - Cântec de leagăn - Marea are glas - Mio angelo |

## Citate

### Andrei Colompar despre
- muzică
- "Arta care pătrunde direct în inimile oamenilor este muzica, dintre toate artele, muzica modelează sufletul și este dată de la bunul Dumnezeu pentru ai face pe oameni mai buni și mai fericiți."[37]